# Robert Castel
Robert Castel (* 27. März 1933 in Saint-Pierre-Quilbignon, heute Stadtteil von Brest; † 12. März 2013 in Vincennes) war ein französischer Soziologe.

## Leben
Castel arbeitete in den 1960er Jahren mit Pierre Bourdieu zusammen; dann interessierte er sich für Psychoanalyse und Psychiatrie. Er unternahm eine kritische soziologische Analyse dieser Bereiche und näherte sich dabei Michel Foucault an. Schließlich wandte sich Castel dem Phänomen des sozialen Ausschlusses, der Exklusion zu. Er versucht zu verstehen, warum die Lohnarbeit, die – historisch gesehen – eine sozial verachtete Position gewesen war, nach und nach zum Modell wurde: Die Lohnarbeit erlangte einen sozialen Status mit einer bestimmten sozialen Identität. Es ist jedoch ein Modell, das zu Beginn des 21. Jahrhunderts durch die Entstehung eines Prekariats wiederum in eine gesellschaftspolitische Strukturkrise geraten ist.
Robert Castel war Forschungsdirektor an der École des Hautes Études en Sciences Sociales und Mitbegründer der Groupe d'analyse du social et de la sociabilité (Gruppe GRASS).

## Forschungsgebiete
Castel betrieb Forschungen zu Transformationen von Beschäftigung im Arbeitsleben, zu Arbeit und sozialer Absicherung (Sozialeigentum), zur Krise der Arbeit sowie zur Entstehung des Prekariats und Fragilisierung des Individuums.

## Castel'sche Zonen der Arbeitsgesellschaft
(Selbst)klassifikation von Arbeitern, Angestellten und Arbeitslosen:
Die Zonenübergänge sind fließend. Innerhalb einer Zone werden Kriterien wie Bruttomonatseinkommen, Beschäftigungssicherheit, Arbeitserleben, Einfluss / Entwicklungsmöglichkeit bei der Arbeit, Frustrationsgefühle, und Statusbeschreibung von den Lohnarbeitern verschieden erlebt und gewichtet. Die Lebensplanung reicht von „langfristig“ der integrierten Gruppen bis zu „tageweise“ der entkoppelten.
(Des-)Integrationspotenziale von Erwerbsarbeit – eine Typologie:
Zone der Integration
1) Gesicherte Integration („Die Gesicherten“)
2) Atypische Integration („Die Unkonventionellen“, bzw. „Selbstmanager“)
3) Unsichere Integration („Die Verunsicherten“)
4) Gefährdete Integration („Die Abstiegsbedrohten“)
Zone der Prekarität
5) Prekäre Beschäftigung als Chance / temporäre Integration („Die Hoffenden“)
6) Prekäre Beschäftigung als dauerhaftes Arrangement („Die Realistischen“)
7) Entschärfte Prekarität („Die Zufriedenen“)
Zone der Entkopplung
8) Überwindbare Ausgrenzung („Die Veränderungswilligen“)
9) Kontrollierte Ausgrenzung / inszenierte Integration („Die Abgehängten“)
Beispiele:
ad 1) (31 %): der unbefristet Beschäftigte, mit Bruttomonatseinkommen von > 2000 €
ad 2) (3,1 %): Freelancer der IT-Industrie, Werbefachleute Leiharbeiter, die ihr Beschäftigungsrisiko subjektiv durch Freiheitsgewinn, Identifikation mit ihrer Tätigkeit und Aufgehen im Beruf kompensieren.
ad 3) (12,9 %): stark belastende Beschäftigungsunsicherheit, ein jüngerer Arbeitnehmer besucht einen Weiterbildungskurs bevor die Firma geschlossen wird, um selbst einen etwaigen Knick in seiner Laufbahn „auszubügeln“.
ad 4) (33,1 %): stark belastende Beschäftigungsunsicherheit, ein älterer / unqualifizierter Arbeitnehmer befürchtet einen nur mehr schwer korrigierbaren Knick in der Laufbahn.
ad 5) (3,1 %): Ein junger Leiharbeiter betrachtet sein prekäres Beschäftigungsverhältnis als Sprungbrett in die Normbeschäftigung. (Klebeffekt)
ad 6) (4,8 %): der ältere Leiharbeiter, der sich pragmatisch-illusionslos in das Pendeln zwischen Leiharbeit und Arbeitslosigkeit fügt.
ad 7) (5,9 %): die Zuverdienerin, die in einer festen Partnerschaft das existenzsichernde Einkommen des Partners aufbessert; eine typische Geschlechtsrollenverteilung, die sich bei seiner Arbeitslosigkeit wandeln kann.
ad 8) (1,7 %): sieht sich als arbeitslos, sucht aktiv Arbeit.
ad 9) (3,9 %): langzeitarbeitslose Jugendliche (mit Migrationshintergrund). Sie haben die Hoffnung auf Integration in den Normarbeitsprozeß aufgegeben und erleiden eine allmähliche Desintegration des Raum- und Zeitempfindens. Sie führen Gelegenheitsjobs aus im informellen sozialen Netz der Familie und der Nachbarschaft.

## Bibliographie

### Monografien
Gelistet sind französische Titel mit deutschen Übersetzungen:
- 1973: Le psychanalisme.
  - Deutsche Ausgabe: Psychoanalyse und gesellschaftliche Macht. Vorwort von Erich Wulff. Athenäum, Kronberg 1976, ISBN 3-76104057-1
- 1976: L'ordre psychiatrique. L'âge d'or de l'aliénisme.
  - Deutsche Ausgabe: Die psychiatrische Ordnung. Das goldene Zeitalter des Irrenwesens. Aus dem Französischen übersetzt von Ulrich Raulff. Suhrkamp, Frankfurt am Main 1979, ISBN 3-518-07501-2
- 1979: La société psychiatrique avancée.
  - Deutsche Ausgabe: Psychiatrisierung des Alltags. Produktion und Vermarktung der Psychowaren in den USA. Gemeinsam mit Françoise Castel und Anne Lovell. Aus dem Französischen übersetzt von Christa Schulz. Suhrkamp, Frankfurt am Main 1982, ISBN 3-518-57604-6
- 1995: Les métamorphoses de la question sociale, une chronique du salariat.
  - Deutsche Ausgabe: Die Metamorphosen der sozialen Frage. Eine Chronik der Lohnarbeit. UVK, Konstanz 2000, ISBN 978-3-86764-067-1
- 2003: L'insécurité sociale: qu'est-ce qu'être protégé? Éditions du Seuil u. La République des Idées, Paris
  - Deutsche Ausgabe: Die Stärkung des Sozialen. Leben im neuen Wohlfahrtsstaat. Aus dem Französischen übersetzt von Michael Tillmann. Hamburger Edition, Hamburg 2005, ISBN 3-936096-51-1
- 2007: La discrimination négative.
  - Deutsche Ausgabe: Negative Diskriminierung. Jugendrevolten in den Pariser Banlieus. Aus dem Französischen übersetzt von Thomas Laugstien. Hamburger Edition, Hamburg 2008, ISBN 978-3-86854-201-1
- 2009: La montée des incertitudes. Travail, protections, statut de l'individu. Éditions du Seuil, Paris
  - Deutsche Ausgabe: Die Krise der Arbeit. Neue Unsicherheiten und die Zukunft des Individuums. Aus dem Französischen übersetzt von Thomas Laugstien. Hamburger Edition, Hamburg 2011, ISBN 978-3-86854-228-8

### Herausgeber
- 2009: Prekarität, Abstieg, Ausgrenzung. Die soziale Frage am Beginn des 21. Jahrhunderts. Gemeinsam mit Klaus Dörre. Campus, Frankfurt am Main/New York 2009, ISBN 978-3-593-38732-1